# Facundo Almada
Facundo Ezequiel Almada (ur. 10 lipca 1998 w Rosario) – argentyński piłkarz występujący na pozycji środkowego obrońcy, od 2023 roku zawodnik meksykańskiego Mazatlán.